# Waldkappel
Waldkappel est une municipalité allemande située dans le land de la Hesse et l'arrondissement de Werra-Meissner.

## Jumelages
Carhaix-Plouguer (France)

## Patrimoine
- Monastère de Marienheide

- (de) Cet article est partiellement ou en totalité issu de l’article de Wikipédia en allemand intitulé « Waldkappel » (voir la liste des auteurs).